# Айдырлинск
Айдырлинск — посёлок в Адамовском районе Оренбургской области. Входит в состав Адамовского поссовета. Проживают русские и казахи.

## География
Посёлок находится в восточной части региона, в подзоне типчаково-ковыльных степей, у реки Жарлы.
Климат
Климат характеризуется как резко континентальный с морозной зимой и жарким летом. Среднегодовая температура воздуха составляет 1,5 °C . Абсолютный максимум температуры воздуха составляет 42 °C; абсолютный минимум — −42 °C. Среднегодовое количество атмосферных осадков составляет 280—330 мм. При этом около 75 % осадков выпадает в тёплый период. Снежный покров держится в среднем около 152 дней в году.

## История
Переселенческий посёлок Айдырлинский основан в 1911 году выходцами Киевской и Полтавской губерний. В 1929—1957 гг. посёлок являлся центральной усадьбой колхоза имени Молотова, затем отделение совхоза «Заря Коммунизма».

## Население
| 2010 |
| ---- |
| 205  |

Национальный состав
Согласно результатам переписи 2002 года, в национальной структуре населения
казахи составляли 40 %, русские 33 % из 285 чел..

## Инфраструктура
Развито животноводство. Действует животноводческий комплекс.

## Транспорт
Просёлочные дороги.